# Hauteroche (Jura)
Hauteroche es una comuna nueva francesa situada en el departamento de Jura, de la región de Borgoña-Franco Condado.

## Historia
Fue creada el 1 de enero de 2016, en aplicación de una resolución del prefecto de Jura de 4 de diciembre de 2015 con la unión de las comunas de Crançot, Granges-sur-Baume y Mirebel, pasando a estar el ayuntamiento en la antigua comuna de Crançot.

## Demografía
| Gráfica de evolución demográfica de Hauteroche (Jura) entre 1800 y 2013 |
|                                                                         |

Los datos entre 1800 y 2013 son el resultado de sumar los parciales de las tres comunas que forman la nueva comuna de Hauteroche, cuyos datos se han cogido de 1800 a 1999, para las comunas de Crançot, Granges-sur-Baume y Mirebel de la página francesa EHESS/Cassini. Los demás datos se han cogido de la página del INSEE.

## Composición
| Comuna delegada   | Código INSEE | Población (2013) | Superficie (km²) | Densidad (hab./km²) |
| ----------------- | ------------ | ---------------- | ---------------- | ------------------- |
| Crançot           | 39177        | 605              | 14.37            | 42                  |
| Granges-sur-Baume | 39260        | 126              | 7.93             | 16                  |
| Mirebel           | 39332        | 247              | 16.63            | 15                  |